# Cláudio Torres (cineasta)
Cláudio Pinheiro Torres (Rio de Janeiro, 7 de agosto de 1962) é um diretor, roteirista e produtor de cinema brasileiro.

## Biografia
Filho do casal de atores Fernando Torres e Fernanda Montenegro, é irmão da atriz Fernanda Torres. Cursou faculdade de Belas Artes e iniciou sua carreira no cinema primeiro como diretor de arte. Depois foi diretor de filmes publicitários por mais de dez anos. Seu filme de estreia nos cinemas, "Redentor" abriu a mostra Panorama no Festival de Berlim em 2005 e venceu o prêmio de melhor direção no Festival do Rio.
Seu segundo filme, "A Mulher Invisível" levou mais de 2.5 milhões de espectadores aos cinemas e foi adaptado com versões em italiano e turco. O longa ainda ganhou uma adaptação para a TV pela Rede Globo com duas temporadas. A série foi vencedora do Emmy Internacional de Melhor Série de Comédia em 2012.
Em 2011, lançou seu terceiro filme "O Homem do Futuro" estrelado por Wagner Moura que teve uma bilheteria de mais de 1.3 milhões de espectadores.
Criou, escreveu e dirigiu três temporadas da série da HBO Magnífica 70 sobre a Ditadura Militar e o cinema da Boca do Lixo. A produção foi indicada em 2019 ao Emmy Internacional de Melhor Produção de Língua Não-Inglesa.
Em 2020, e escreveu e dirigiu a serie, Reality Z para a Netflix. Uma adaptação da produção inglesa "Deadset", a versão brasileira ficou entre as séries mais vistas da Netflix em 9 países.
Em 2025, escreveu e dirigiu Velhos Bandidos, comédia de ação estrelada por Fernanda Montenegro e Ary Fountoura.
É um dos sócios da Conspiração Filmes. 

## Carreira

### Diretor
| Ano  | Título                |
| ---- | --------------------- |
| 1998 | Traição               |
| 2004 | Redentor              |
| 2008 | A Mulher do meu Amigo |
| 2009 | A Mulher Invisível    |
| 2011 | O Homem do Futuro     |
| 2015 | Magnífica 70          |
| 2020 | Reality Z             |
| 2025 | Velhos Bandidos       |

### Roteirista
| Ano  | Título                |
| ---- | --------------------- |
| 2004 | Redentor              |
| 2008 | A Mulher do meu Amigo |
| 2009 | A Mulher Invisível    |
| 2011 | O Homem do Futuro     |
| 2015 | Magnífica 70          |
| 2020 | Reality Z             |
| 2025 | Velhos Bandidos       |

## Prêmios e indicações
| Ano  | Prêmio                                   | Categoria               | Trabalho | Resultado | Ref.         |
| ---- | ---------------------------------------- | ----------------------- | -------- | --------- | ------------ |
| 2005 | Prêmio Guarani de Cinema Brasileiro      | Melhor Filme            | Redentor | Venceu    | [ 8 ]        |
| 2005 | Prêmio Guarani de Cinema Brasileiro      | Melhor Direção          | Redentor | Venceu    | [ 8 ]        |
| 2005 | Prêmio Guarani de Cinema Brasileiro      | Melhor Roteiro Original | Redentor | Venceu    | [ 8 ]        |
| 2005 | Prêmio Grande Otelo do Cinema Brasileiro | Melhor Direção          | Redentor | Venceu    | [ 9 ] [ 10 ] |
| 2005 | Prêmio Grande Otelo do Cinema Brasileiro | Melhor Roteiro Original | Redentor | Indicado  | [ 9 ] [ 10 ] |